# Бабій Галина Василівна
Галина Василівна Бабій (нар. 8 березня 1963, м. Борщів, Тернопільська область) — український музикознавець, радіоведуча Українського радіо, авторка радіо- та телепрограм, ведуча концертів та інших мистецьких подій. Член Національної спілки журналістів України. Лавреатка відзнаки УГКЦ для журналістів «Благовісник слова». Кавалер ордена княгині Ольги III ступеня (2024).

## Життєпис
Галина Бабій народилася 8 березня 1963 року в місті Борщеві Борщівського району (нині Борщівська громада, Чортківський район, Тернопільська область, Україна).
У 1982 році закінчила Тернопільське музичне училище.
У 1987 році закінчила Львівську державну консерваторію ім. М. В. Лисенка і почала працювати музичним редактором на Українському радіо.
У 1995-му, одночасно з роботою на Українському радіо, стала ведучою на «Мюзік-радіо 101,5 FM».
Галина Бабій також була ведучою інформаційної служби «Радіо Ностальжі», вела музично-інформаційні програми й авторський цикл «Мистецтво бути жінкою» в ефірі «ЕРА-радіо» на «Промені».
Вперше в історії Українського радіо провела у прямому ефірі обидва тури «Євробачення»-2005. Згодом, у 2017-му вдруге коментувала у прямому радіоефірі «Євробачення».
Представляла Україну на міжнародних радіофестивалях — в Ісламській Республіці Іран та Хорватії.
З 2011-го до 2014 року Галина Бабій була авторкою сценаріїв та ведучою спільного проекту НРКУ та НТКУ «Мистецькі історії». Цей проєкт знову повернувся в ефір у 2016 році після об'єднання НРКУ та НТКУ у Національну суспільну телерадіокомпанію України.
У 2014 році у волонтерському проєкті «Аудіокнига для людей з вадами зору» озвучила повість-казку Івана Андрусяка «Третій сніг».
Здійснила радіопроєкт «Омріяний край» за однойменною книгою британської письменниці Лілі Гайд: радіоновели начитали українською відомі представники кримськотатарського народу.
Започаткувала авторські програми на Радіо Промінь: «Династії», «СимфоПромінь».
Впродовж багатьох років є ведучою головних концертів Симфонічного оркестру Українського радіо разом з Дмитром Хоркіним.
Станом на 2020 рік веде програми «Сьогодні. Вдень» та «Тільки пісня» на Першому каналі Українського радіо, програму «Династії» на Радіо «Промінь», а також програму «Добра розмова» на радіо «Воскресіння».

## Відзнаки
- Орден княгині Ольги III ступеня (15 листопада 2024) — за вагомий особистий внесок у розвиток радіомовлення в Україні, популяризацію національної культури і музичного мистецтва, вагомі творчі здобутки, високу професійну майстерність та з нагоди 100-річчя Українського радіо[7];
- Перший лауреат відзнаки Української греко-католицької церкви для журналістів «Благовісник слова» (2019), що вручається за професійні якості та моральні цінності.[8]
- Лауреатка премії імені Джеймса Мейса (2024)[9].